# Thousand-yard stare

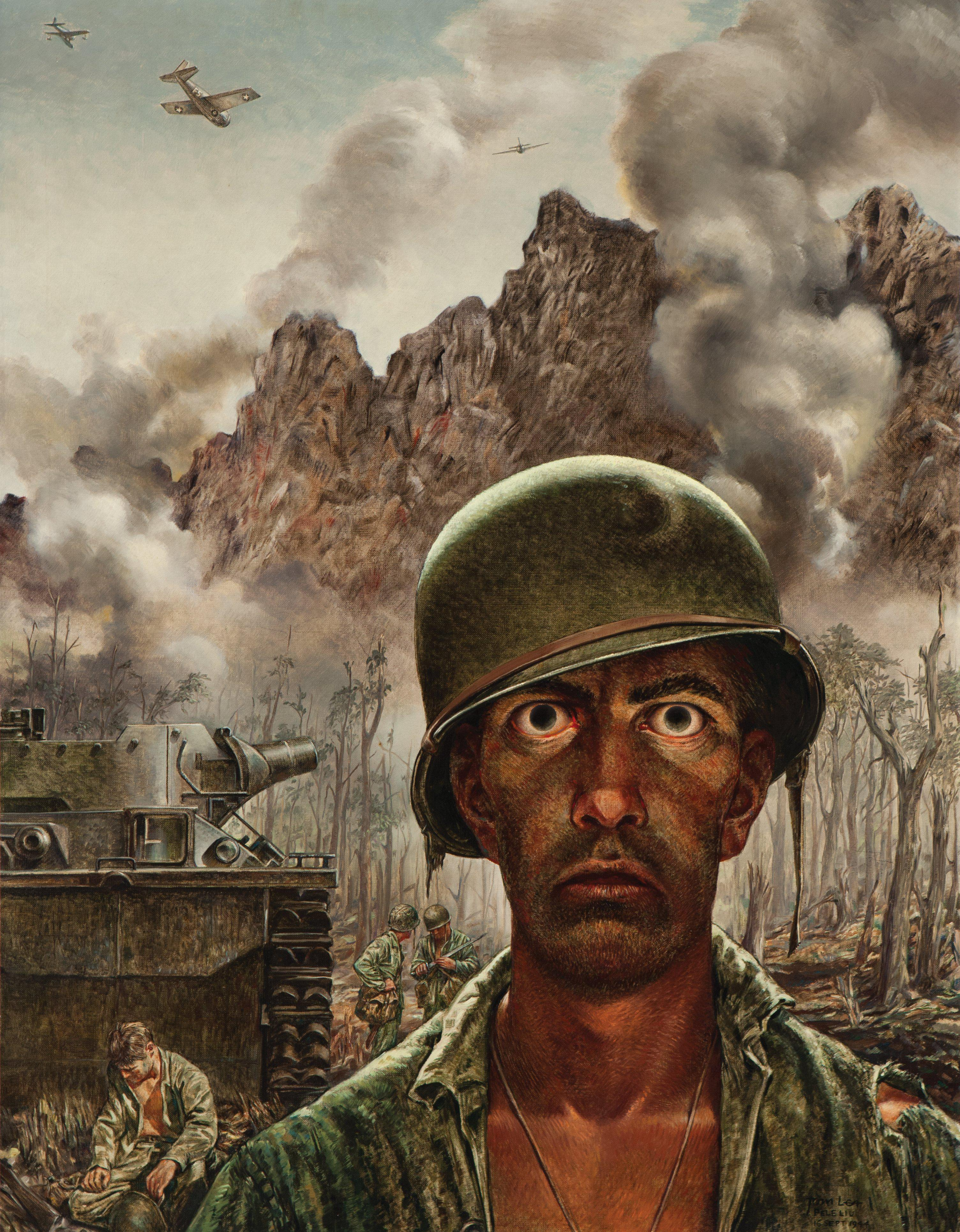
Thomas Lea: That Two-Thousand Yard Stare; obraz został później memem internetowym

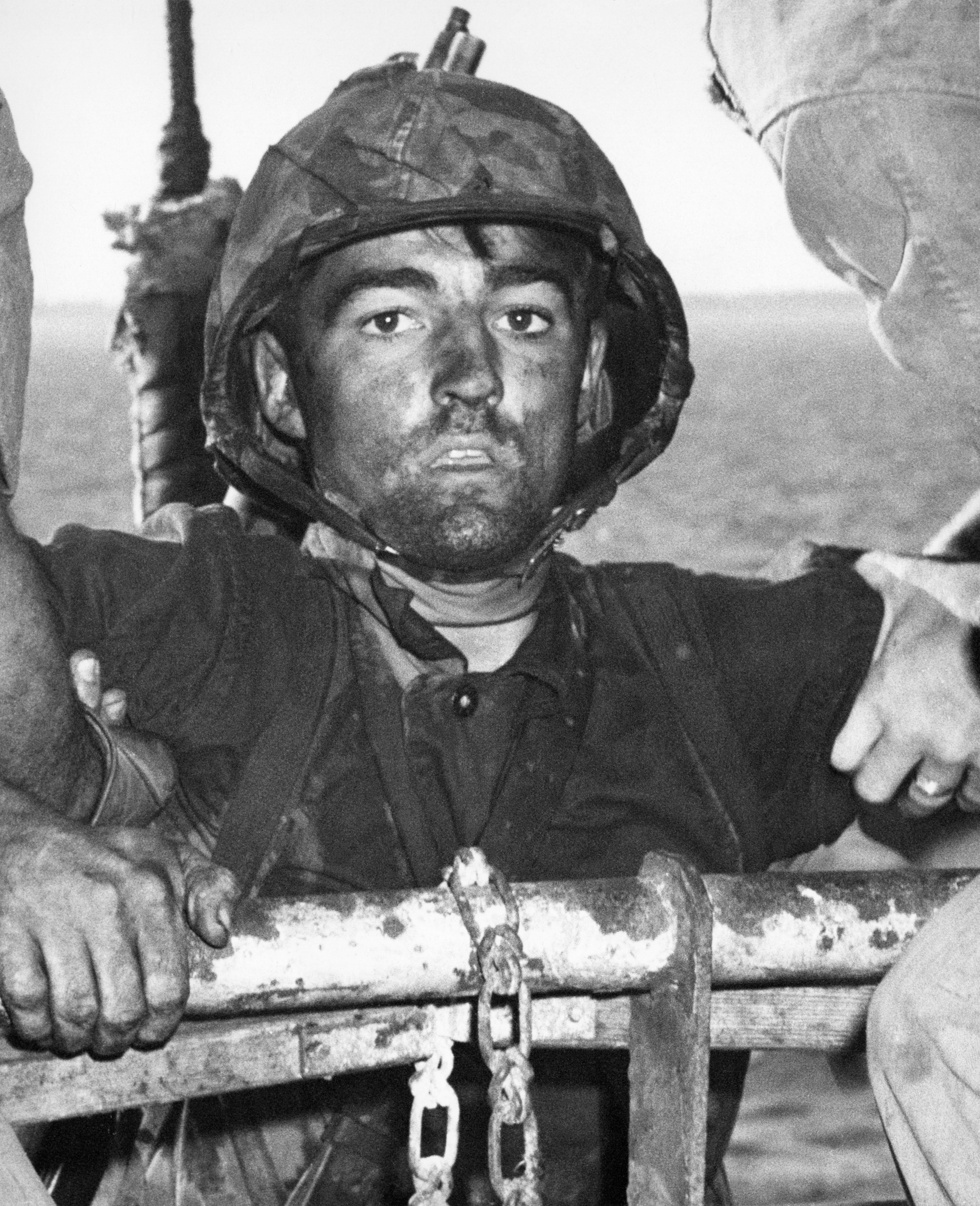
Amerykański żołnierz piechoty morskiej z widocznym thousand-yard stare po dwóch dniach nieustającej walki w bitwie o Eniwetok (walki o Wyspy Marshalla)

Thousand-yard stare (dosł. „spojrzenie tysiąca jardów”) lub two-thousand-yard stare („spojrzenie dwóch tysięcy jardów”) – sformułowanie określające osłabionego, pustego, nieskupionego w żadnym punkcie spojrzenia wyczerpanego wojną żołnierza, używane także do określenia wzroku ofiar niepowiązanych z wojną traum. Thousand-yard stare jest charakterystyczne dla shell shock, gdzie przygnębione spojrzenie osoby odzwierciedla dysocjację powiązaną z traumą. Thousand-yard stare jest często spotykane u osób z dopiero co rozpoczynającym się zespołem stresu pourazowego (PTSD). Niekoniecznie wskazuje na PTSD i nie zawsze występuje u osób już dotkniętych PTSD.

## Pochodzenie
Określenie zyskało popularność po tym, jak w czasopiśmie Life opublikowano grafikę Marines Call It That 2,000 Yard Stare autorstwa uwieczniającego sceny z II wojny światowej artysty i reportera Thomasa Lea, mimo że artykuł z 1945 roku nie wspominał tego obrazu pod tą właśnie nazwą. Oryginalna ilustracja – wykonany w 1944 roku portret marine uczestniczącego w bitwie o Peleliu – została przekazana do United States Army Center of Military History w Fort Lesley J. McNair w Waszyngtonie. O uwiecznionym na ilustracji żołnierzu Lea napisał tak: 

Opuścił Stany 31 miesięcy temu. Został ranny w pierwszej kampanii, w której brał udział. Przeszedł choroby tropikalne. Całe noce wciąż na wpół czuwa, a całe dnie wyciąga Japońców z ich nor. Dwie trzecie jego kompanii to zabici lub ranni. Tego ranka znów będzie atakował. Jak wiele może wytrzymać istota ludzka?

Kiedy Joe Houle, wtedy jeszcze kapral, ponownie przybył w 1965 roku do Wietnamu, stwierdził, że nie widział żadnych emocji w oczach żołnierzy ze swojego oddziału: Spojrzenie ich oczu dawało wrażenie, że całe życie zostało z nich wyssane. Później dowiedział się, że określenie na ten stan to the 1,000-yard stare. Houle skomentował: Po tym, jak straciłem pierwszego przyjaciela, poczułem, że najlepiej było być odciętym [od świata].